# Vicente Moreno Peris
Vicente Moreno Peris (Massanassa, València; 26 d'octubre de 1974) és un entrenador i exjugador professional de futbol valencià.
Jugava com a migcampista defensiu, molt sovint com a defensa central. Era el capità del Xerez Club Deportivo fins que després de finalitzar la temporada 07-08 va anunciar la seva intenció de marxar del club. No obstant això, el jugador més veterà de l'equip va acabar quedant-se al Xerez encara que renuncia a ser capità.
Vicente Moreno sempre ha estat titular indiscutible totes les temporades al Xerez a causa del gran treball, cor i desgast físic que posa en els partits. Això li ha valgut perquè després de 9 temporades en el club de Jerez, hagi estat el jugador que més vegades ha vestit la samarreta xerecista en tota la seva història.
A més de per la quantitat d'anys en l'equip i del rècord de partits del club, sempre serà recordat per marcar el primer gol davant la SD Huesca en Chapín que valia el primer ascens a Primera Divisió en la història del Xerez. És, a més, l'únic futbolista del club que ha marcat en totes les categories per les quals ha passat l'equip.

## Trajectòria

### Com a jugador
Moreno va començar com a interior dret, però a poc a poc va ser centrant la seva posició fins a convertir-se en un migcampista defensiu.
El masanasero era un dels jugadors amb més futur del planter valencianista, però mai va arribar a donar el salt al primer equip i amb 23 anys ha de marxar a l'Ontinyent, on qualla una gran temporada.
En la seva següent temporada, la 99-00, Vicente Moreno és traspassat al Guadix CD, un equip humil d'un poble de Granada que porta el mateix nom. Allí, en terres andaluses fa una gran temporada arribant a marcar 11 gols i aconseguint que el Xerez es fixi en ell.
Finalment, en la temporada 00-01, Moreno es trasllada a Jerez per fitxar pel primer equip de la ciutat. Aquest mateix any, Vicente aconsegueix l'ascens a Segona Divisió amb el Xerez CD. Des de llavors sempre ha estat titular indiscutible amb tots els entrenadors que van passar pel club azulino; guanyant-se a més, temporada rere temporada, l'afecte de l'afició gràcies al seu sacrifici en el camp i amor cap al club. Moreno va tenir l'honor de marcar un gol en el partit que suposo l'històric ascens del Xerez a la Primera Divisió, davant la SD Huesca (2-1).
En la temporada 2009-10, és triat pel club xerecista per entrenar a l'Infantil A, el qual es crea aquesta mateixa temporada. El 16 de desembre de 2010, Moreno és homenatjat per aconseguir els 400 partits amb l'equip. A més, ho va celebrar marcant dos gols contra el Girona FC.

### Com a entrenador
Xerez CD
Al final de la temporada 2010-11, Moreno es retira i pasa a ser segon entrenador del Xerez. Però després del cessament del primer entrenador Juan Merino al desembre de 2011, Moreno es fa càrrec del conjunt fins a acabar la temporada 2011-12. L'històric futbolista s'havia trobat amb un grup immers en una tendència perillosa, prop dels llocs de descens; però va saber remuntar el vol i allunyar-se de la zona calenta fins a aconseguir la permanència, collint un total de 9 victòries, 6 empats i 11 derrotes. No obstant això, va abandonar l'entitat al juliol de 2012.
Al setembre de 2013, s'anuncia que serà el seleccionador sub-18 de la Selecció de futbol de la Comunitat Valenciana.
Gimnàstic de Tarragona
El 5 de novembre del mateix any, és contractat pel Club Gimnàstic de Tarragona com a nou tècnic. Encara que inicialment no va aconseguir canviar l'erràtica dinàmica de l'equip català, va acabar la temporada amb una ratxa de 10 victòries consecutives que van permetre al Nàstic classificar-se per a la promoció d'ascens. Allí va arribar fins a la final, però va perdre davant el Llagostera. No obstant això, els resultats van convèncer a la directiva per renovar-ho per un any més.
L'equip grana va continuar amb la bona dinàmica en la temporada 2014-15, situant-se com a líder del seu grup en acabar la primera volta i acabant com a campió destacat del mateix. Finalment, va aconseguir l'ascens el 31 de maig, en guanyar 3-1 contra l'Osca, i va renovar el seu contracte per un altre any per dirigir al Nàstic en el seu retorn a la categoria de plata.
Ja a la Segona Divisió, l'equip català va ser una de les revelacions del campionat, ja que va estar moltes jornades en posicions d'ascens directe o promoció d'ascens a Primera Divisió. Finalment, el conjunt grana va acabar com a 3r. classificat, classificant-se pel "play-off" d'ascens, on va ser eliminat per l'Osasuna. Malgrat no poder culminar aquesta gran temporada aconseguint l'ascens, els bons resultats de l'equip van propiciar que el club renovés el contracte de Moreno per dos anys més.
RCD Mallorca
Moreno fou presentat com a entrenador del RCD Mallorca de Segona B el 20 de juny de 2017. Va assolir dos ascensos consecutius en dos anys, ambdós en els play-offs, seguits d'un descens de primera divisió la temporada 2019–20.
RCD Espanyol
Moreno va deixar després l'Estadi Visit Mallorca, i va fitxar pel RCD Espanyol per tres anys, l'agost de 2020. Va assolir l'ascens en la primera temporada, com a campions.
Al Shabab FC i Almería FC
El 28 de juliol de 2022, Moreno fou presentat com a entrenador del club Al Shabab FC de la lliga saudita, per un any. Va tornar a Espanya el juny de 2023, signant amb la UD Almeria de primera divisió, però va ser destituït el 29 de setembre després de no guanyar en set partits.

## Clubs

### Com a jugador
| Club         | Temporada | Categoria        | Partits | Gols |
| ------------ | --------- | ---------------- | ------- | ---- |
| València B   | 1995-1996 | Segona Divisió B | 29      | 6    |
| València B   | 1996-1997 | Segona Divisió B | 36      | 1    |
| València B   | 1997-1998 | Segona Divisió B | 18      | 1    |
| Ontinyent Cf | 1998-1999 | Segona Divisió B | 36      | 3    |
| Guadix CD    | 1999-2000 | Segona Divisió B | 34      | 11   |
| Xerez CD     | 2000-2001 | Segona Divisió B | 34      | 2    |
| Xerez CD     | 2001-2002 | Segona Divisió   | 39      | 1    |
| Xerez CD     | 2002-2003 | Segona Divisió   | 38      | 1    |
| Xerez CD     | 2003-2004 | Segona Divisió   | 40      | 2    |
| Xerez CD     | 2004-2005 | Segona Divisió   | 39      | 3    |
| Xerez CD     | 2005-2006 | Segona Divisió   | 40      | 2    |
| Xerez CD     | 2006-2007 | Segona Divisió   | 40      | 2    |
| Xerez CD     | 2007-2008 | Segona Divisió   | 35      | 1    |
| Xerez CD     | 2008-2009 | Segona Divisió   | 37      | 2    |
| Xerez CD     | 2009-2010 | Primera Divisió  | 20      | 1    |
| Xerez CD     | 2010-2011 | Segona Divisió   | 28      | 3    |

### Com a entrenador
| Club                         | País    | Any       | PG  | PE | Pàg | % v. |       |
| ---------------------------- | ------- | --------- | --- | -- | --- | ---- | ----- |
| Xerez CD (Segon entrenador)  | Espanya | 2011      | 16  | 4  | 5   | 6    | 25    |
| Xerez CD                     | Espanya | 2011-2012 | 26  | 9  | 6   | 11   | 34.62 |
| Selecció Valenciana (sub-18) | Espanya | 2013      |     |    |     |      |       |
| Gimnàstic de Tarragona       | Espanya | 2013-2016 | 120 | 58 | 40  | 22   | 48.33 |

## Palmarès

### Com a jugador
| Títol          | Club                 | Any     |
| -------------- | -------------------- | ------- |
| Segona Divisió | Xerez Club Deportivo | 2008-09 |

### Com a entrenador
| Distinció         | Any  |
| ----------------- | ---- |
| Trofeu Ramón Cobo | 2015 |